# Agrypon carinatum
Agrypon carinatum là một loài tò vò trong họ Ichneumonidae.